# John Kingman
John Frank Charles Kingman (Beckenham, 28 de agosto de 1939) é um matemático britânico. Ele é conhecido por desenvolver a matemática da teoria Coalescente, um modelo teórico de herança, fundamental para a genética populacional moderna.
Foi Professor Wallis de Matemática, de 1969 a 1985.

## Obras
- Kingman, J. F. C. (1966). Introduction to Measure and Probability. [S.l.]: Cambridge University Press
- Kingman, J. F. C. (1966). On the Algebra of Queues. [S.l.]: Methuen. ASIN B0007ILKPE
- Kingman, J. F. C. (1972). Regenerative Phenomena. [S.l.]: John Wiley and Sons Ltd. ISBN 0-471-47905-5
- Kingman, J. F. C. (1980). Mathematics of Genetic Diversity. [S.l.]: Society for Industrial and Applied Mathematics. ISBN 0-89871-166-5
- Kingman, J. F. C. (1993). Poisson Processes. [S.l.]: Oxford University Press. ISBN 0-19-853693-3